# 四世界
四世界，希伯来文： עולמות，英文：Olamot/Olamos；对应的单数形式：Olam，עולם。有时也计入四世界之前的一个阶段，统称为五世界。在卡巴拉物质存在的下降链条（指上帝由自身到创造世间万物的过程）中，“四世界”或“五世界”这一术语都是指灵性领域中的综合性类别。 
“世界”的概念表示了创造性生命力（即卡巴拉中的光）的流溢，而这流溢源自无限，又穿过了连续无数的遮罩（ tzimtzumim，指隐匿、遮罩、凝结）。例如，上帝被描述为“隐匿中的隐匿（Most Hidden of All Hidden）”， 而Olam（希伯来文：世界）在语源上也与之相关，有时被拼写作 ： עלם （名词： העלם Helem 意为“隐匿处”）。 流溢的变暗，构成了无数分化的灵性层级——即每个微观领域，尽管如此，经由质点（即神之属性）的调和，五个综合性世界形成了。较高的领域接近起源，它们暗喻神圣之光（Ohr）的伟大启示，而较低的领域则只能接收到较少的流动性创造能量。世界是无限的外部彰显，犹太哲学只将现实理解为表面上的造物。
由于特定的质点支配着每个领域，所以原始的第五个世界——亚当·卡蒙——通常被排除在外，随后的四世界则会被提及。四世界的名字出现于《以赛亚书》中：就是凡称为我名下（Atzilus “流溢/接近”）的人，是我为自己的荣耀创造的（Beriah “创造”），是我所做成（Yetzirah “形成”），所造作的 （Asiyah “行动”）。在最底层的灵性世界——即行动之界（Asiyah）下方的，是 Asiyah-Gashmi （“Physical Asiya”，即“物化的行动之界”）——人类的物理世界，而物理世界覆盖了行动之界中最后两位质点（Yesod与Malchut）。四世界取首字母，合起来也称为 ABiYA。